# Високо-Литовська волость
Високо-Литовська волость — адміністративно-територіальна одиниця Берестейського повіту Гродненської губернії Російської імперії. Волосний центр — містечко Високо-Литовськ.
Станом на 1885 рік складалася з 26 поселень, 23 сільських громад. Населення — 8505 осіб (4220 чоловічої статі та 4285 — жіночої), 650 дворових господарств.
|                     | Площа, десятин | У тому числі орної, десятин |
| ------------------- | -------------- | --------------------------- |
| Сільських громад    | 5841           | 4833                        |
| Приватної власності | 10675          | 5315                        |
| Казенної власності  | 2018           | 30                          |
| Іншої власності     | 384            | 230                         |
| Загалом             | 18918          | 10408                       |

Основні поселення волості:
- Високо-Литовськ — колишнє власницьке містечко за 39 верст від повітового міста, 284 господарі та 2729 міщан, 394 двори, 2 православні церкви, синагога, 4 єврейські молитовні будинки, 2 школи, аптека, лікарня, поштова станція, 3 водяні млини, 102 крамниці, постоялий будинок, 4 трактири, 2 базари. За 3 версти — залізнична станція Високо-Литовськ Берестсько-Гродненської залізниці.
- Росна — колишнє власницьке село при містечку, 331 особа, 46 дворів, 2 православні церкви, синагога, постоялий будинок, 2 ярмарки.
- Токарськ — колишнє власницьке село, 436 осіб, 68 дворів, православна церква, школа, 3 постоялі будинки, 2 водяні млини. -->

## У складі Польщі
Гміна Високе-Литовське — сільська гміна Берестейського повіту Поліського воєводства Польської республіки. Центром гміни було місто Високе-Литовське.
18 квітня 1928 року, за розпорядженням Міністра внутрішніх справ Польщі від 23 березня того ж року ліквідовано гміну Половці, а територію (крім сіл Хлівище, Гола, Піщатка Половецька, Половці, Суходіл, Ставище, Терехи, Вілька Терехівська, Зубаче і колонія Софіївка) включено до гміни Високе-Литовське.
1 квітня 1932 р. село Зубачі передане з ґміни Вєжховіце до гміни Високе-Литовське.
Розпорядженням міністра внутрішніх справ 18 квітня 1934 р. межі міста Високе-Литовське розширені за рахунок приєднання земель гміни Високе-Литовське.
15 січня 1940 р. ґміни ліквідовані через утворення Високівського району.